# Cúp quốc gia Scotland 1973–74
 Cúp quốc gia Scotland 1973-74 là mùa giải thứ 89 của giải đấu bóng đá loại trực tiếp uy tín nhất Scotland. Chức vô địch thuộc về Celtic khi đánh bại Dundee United trong trận Chung kết.

## Vòng Một
| Đội nhà             | Tỉ số | Đội khách            |
| ------------------- | ----- | -------------------- |
| Berwick Rangers     | 0 – 0 | Albion Rovers        |
| East Stirlingshire  | 0 – 0 | Clydebank            |
| Hamilton Academical | 0 – 0 | Alloa Athletic       |
| Lossiemouth         | 3 – 3 | Fraserburgh          |
| Queen’s Park        | 1 – 0 | Edinburgh University |

### Đấu lại
| Đội nhà        | Tỉ số | Đội khách           |
| -------------- | ----- | ------------------- |
| Fraserburgh    | 6 – 0 | Lossiemouth         |
| Albion Rovers  | 2 – 0 | Berwick Rangers     |
| Alloa Athletic | 4 – 1 | Hamilton Academical |
| Clydebank      | 1 – 0 | East Stirlingshire  |

## Vòng Hai
| Đội nhà            | Tỉ số | Đội khách               |
| ------------------ | ----- | ----------------------- |
| Brechin City       | 5 – 1 | Stenhousemuir           |
| Clachnacuddin      | 1 – 1 | Clydebank               |
| Cowdenbeath        | 4 – 1 | Fraserburgh             |
| Ferranti Thistle   | 1 – 0 | Civil Service Strollers |
| Queen of the South | 1 – 0 | Albion Rovers           |
| Queen’s Park       | 6 – 1 | Hawick Royal Albert     |
| Ross County        | 1 – 2 | Forfar Athletic         |
| Stranraer          | 1 – 0 | Alloa Athletic          |

### Đấu lại
| Đội nhà   | Tỉ số | Đội khách     |
| --------- | ----- | ------------- |
| Clydebank | 3 – 2 | Clachnacuddin |

## Vòng Ba
| Đội nhà            | Tỉ số | Đội khách            |
| ------------------ | ----- | -------------------- |
| Aberdeen           | 0 – 2 | Dundee               |
| Celtic             | 6 – 1 | Clydebank            |
| Cowdenbeath        | 0 – 5 | Ayr United           |
| Falkirk            | 2 – 2 | Dunfermline Athletic |
| Forfar Athletic    | 1 – 6 | St Johnstone         |
| Montrose           | 1 – 1 | Stirling Albion      |
| Motherwell         | 2 – 0 | Brechin City         |
| Partick Thistle    | 6 – 1 | Ferranti Thistle     |
| Queen of the South | 1 – 0 | East Fife            |
| Raith Rovers       | 2 – 2 | Greenock Morton      |
| Arbroath           | 1 – 0 | Dumbarton            |
| Dundee United      | 4 – 1 | Airdrieonians        |
| Hearts             | 3 – 1 | Clyde                |
| Hibernian          | 5 – 2 | Kilmarnock           |
| Rangers            | 8 – 0 | Queen’s Park         |
| Stranraer          | 1 – 1 | St Mirren            |

### Đấu lại
| Đội nhà              | Tỉ số | Đội khách    |
| -------------------- | ----- | ------------ |
| Dunfermline Athletic | 1 – 0 | Falkirk      |
| Stirling Albion      | 3 – 1 | Montrose     |
| Greenock Morton      | 0 – 0 | Raith Rovers |
| St Mirren            | 1 – 1 | Stranraer    |

#### Đấu lại lần 2
| Đội nhà         | Tỉ số | Đội khách    |
| --------------- | ----- | ------------ |
| Stranraer       | 3 – 2 | St Mirren    |
| Greenock Morton | 1 – 0 | Raith Rovers |

## Vòng Bốn
| Đội nhà              | Tỉ số | Đội khách          |
| -------------------- | ----- | ------------------ |
| Celtic               | 6 – 1 | Stirling Albion    |
| Dundee United        | 1 – 0 | Greenock Morton    |
| Dunfermline Athletic | 1 – 0 | Queen of the South |
| Rangers              | 0 – 3 | Dundee             |
| Arbroath             | 1 – 3 | Motherwell         |
| Hearts               | 1 – 1 | Partick Thistle    |
| St Johnstone         | 1 – 3 | Hibernian          |
| Stranraer            | 1 – 7 | Ayr United         |

### Đấu lại
| Đội nhà         | Tỉ số | Đội khách |
| --------------- | ----- | --------- |
| Partick Thistle | 1 – 4 | Hearts    |

## Tứ kết
| Đội nhà              | Tỉ số | Đội khách     |
| -------------------- | ----- | ------------- |
| Celtic               | 2 – 2 | Motherwell    |
| Dunfermline Athletic | 1 – 1 | Dundee United |
| Hearts               | 1 – 1 | Ayr United    |
| Hibernian            | 3 – 3 | Dundee        |

### Đấu lại
| Đội nhà       | Tỉ số | Đội khách            |
| ------------- | ----- | -------------------- |
| Dundee        | 3 – 0 | Hibernian            |
| Ayr United    | 1 – 2 | Hearts               |
| Motherwell    | 0 – 1 | Celtic               |
| Dundee United | 4 – 0 | Dunfermline Athletic |

## Bán kết
| Celtic | 1 – 0 | Dundee |
| ------ | ----- | ------ |
|        |       |        |

| Hearts | 1 – 1 | Dundee United |
| ------ | ----- | ------------- |
|        |       |               |

### Đấu lại
| Dundee United | 4 – 2 | Hearts |
| ------------- | ----- | ------ |
|               |       |        |

## Chung kết
| Celtic                              | 3 – 0 | Dundee United |
| ----------------------------------- | ----- | ------------- |
| Dixie Deans Harry Hood Steve Murray |       |               |

### Đội bóng
| CELTIC:                |  |                 |  |    |
|                        |  |                 |  |    |
| GK                     |  | Denis Connaghan |  |    |
| DF                     |  | Danny McGrain   |  | ?' |
| DF                     |  | Billy McNeill   |  |    |
| DF                     |  | Pat McCluskey   |  |    |
| DF                     |  | Jim Brogan      |  |    |
| MF                     |  | Jimmy Johnstone |  |    |
| MF                     |  | Steve Murray    |  |    |
| MF                     |  | David Hay       |  |    |
| MF                     |  | Kenny Dalglish  |  |    |
| FW                     |  | Harry Hood      |  |    |
| FW                     |  | Dixie Deans     |  |    |
| ’‘‘Thay người:’’’      |  |                 |  |    |
| MF                     |  | Tommy Callaghan |  | ?' |
| ?                      |  |                 |  |    |
| ’‘‘Huấn luyện viên:’’’ |  |                 |  |    |
| Jock Stein             |  |                 |  |    |

| DUNDEE UNITED:         |  |                |  |    |    |
|                        |  |                |  |    |    |
| GK                     |  | Sandy Davie    |  |    |    |
| DF                     |  | Walter Smith   |  |    |    |
| DF                     |  | Jackie Copland |  |    |    |
| DF                     |  | Doug Smith     |  | ?' |    |
| DF                     |  | Frank Kopel    |  |    |    |
| MF                     |  | Pat Gardner    |  |    |    |
| MF                     |  | Archie Knox    |  |    |    |
| MF                     |  | George Fleming |  |    |    |
| MF                     |  | Doug Houston   |  |    |    |
| MF                     |  | Graeme Payne   |  |    | ?' |
| FW                     |  | Andy Gray      |  |    |    |
| ’‘‘Thay người:’’’      |  |                |  |    |    |
| MF                     |  | Tommy Traynor  |  | ?' |    |
| DF                     |  | Andy Rolland   |  |    | ?' |
| ’‘‘Huấn luyện viên:’’’ |  |                |  |    |    |
| Jim McLean             |  |                |  |    |    |